# Licht (Familienname)
Licht ist ein deutscher Familienname.

## Herkunft und Bedeutung
Licht ist entweder ein Über- oder ein indirekter Berufsname. Er geht auf das mittelhochdeutsche lieht bzw. das mittelniederdeutsche licht (deutsch: licht, hell, strahlend oder blank; aber auch Licht oder Kerze) zurück. Als Übername bezeichnete er jemanden mit hellem, glänzenden Haar. Als indirekter Berufsname stand er für einen Kerzenzieher oder einen Kerzenhändler.

## Namensträger
- Alan Licht (* 1968), US-amerikanischer Gitarrist und Komponist
- Alexander Licht (* 1952), deutscher Landespolitiker (Rheinland-Pfalz) (CDU)
- Alice Licht (1916–1986), deutsche Holocaustüberlebende
- Barnet Licht (1874–1951), deutscher Dirigent und Chorleiter
- Chris Licht (* 1971), US-amerikanischer Fernsehreporter und Produzent
- Daniel Licht (1957–2017), US-amerikanischer Komponist
- Dennis Licht (* 1984), niederländischer Mittel- und Langstreckenläufer
- Emanuel Gottlieb Licht (1742–1811), Deichhauptmann im Oderbruch
- Ernst Licht (1892–1965), deutscher Komponist
- Ferdinand Licht (1748–1822), österreichischer Maler
- Florian Licht (* 1972), deutscher Kameramann
- Frank Licht (1916–1987), US-amerikanischer Politiker und von 1969 bis 1973 Gouverneur des Bundesstaates Rhode Island
- Franz Otto Licht (1825–1885), deutscher Statistiker in der Zuckerindustrie
- Fred S. Licht (* 1928), amerikanischer Kunsthistoriker
- Hans Licht (1876–1935), deutscher Maler
- Hugo Licht (1841–1923), deutscher Architekt
- Kira Licht (* 1980), deutsche Schriftstellerin
- Lucas Matías Licht (* 1981), italienisch-argentinischer Fußballspieler
- Renate Licht (* 1963), deutsche Gewerkschafterin und Richterin am Thüringer Verfassungsgerichtshof
- Richard A. Licht (* 1948), US-amerikanischer Politiker
- Sandra Bubendorfer-Licht (* 1969), deutsche Politikerin (FDP), MdB
- Sascha Licht (* 1974), deutscher Fußballspieler
- Simon Licht (* 1966), deutscher Schauspieler
- Stefan Licht (1860–1932), österreichischer Politiker (DnP), Abgeordneter zum Nationalrat
- Tino Licht (* 1969), deutscher Philologe für Mittellatein
- Tobias Licht (* 1977), deutscher Schauspieler
- Victoria Licht (* 1989), deutsche Schauspielerin
- Walter Licht (* 1946), US-amerikanischer Historiker
- Wolfgang Licht (1928–2019), deutscher Schriftsteller